# Mephritus callidioides
Mephritus callidioides là một loài bọ cánh cứng trong họ Cerambycidae.